# Liste der diplomatischen Vertretungen auf den Malediven

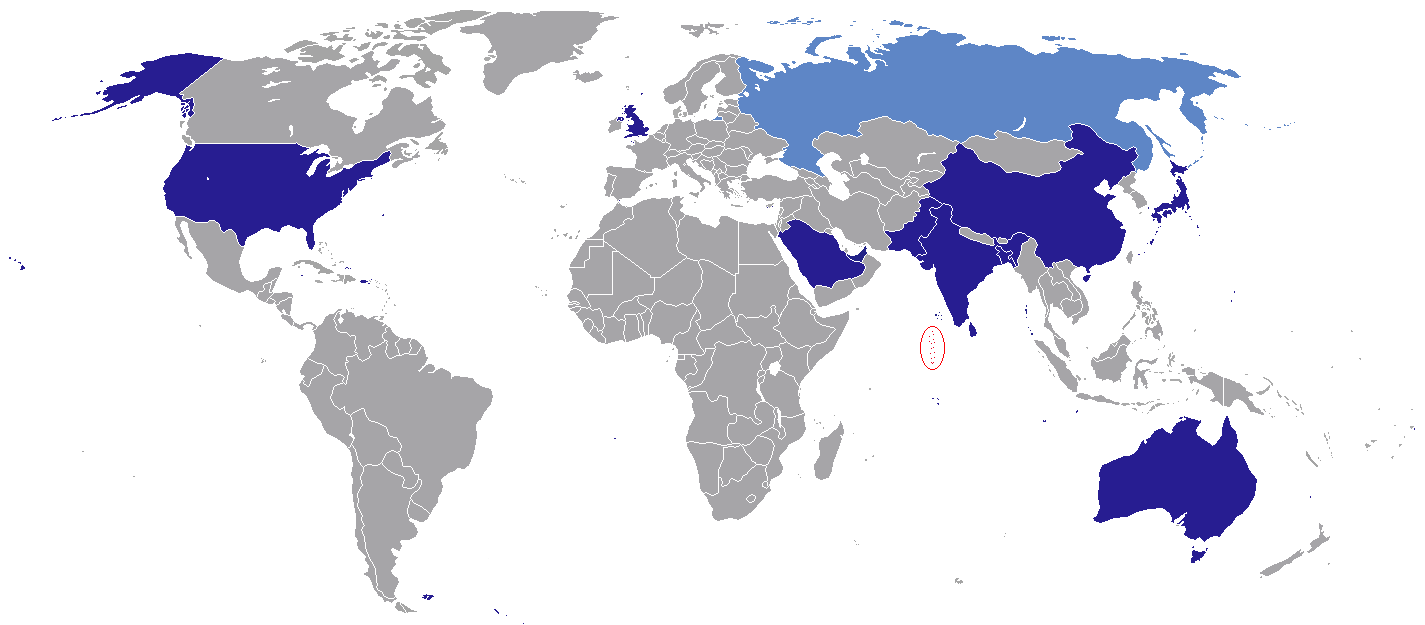
Staaten mit einer Botschaft auf den Malediven

Die Liste der diplomatischen Vertretungen auf den Malediven führt Botschaften und Konsulate auf, die auf den Malediven eingerichtet sind (Stand 2019).

## Botschaften in Malé
7 Botschaften sind in der maledivinisch Hauptstadt Malé eingerichtet (Stand 2019).

### Staaten
| - Vereinigtes Königreich: Hohe Kommission - Bangladesch: Hohe Kommission - Volksrepublik China: Botschaft - Saudi-Arabien: Botschaft - Vereinigte Arabische Emirate: Hohe Kommission - Pakistan: Hohe Kommission - Indien: Hohe Kommission - Japan: Botschaft - Sri Lanka: Hohe Kommission |

## Liste der akkreditierten nicht ansässigen diplomatischen Botschaften und Missionen für die Malediven
- Colombo
- Neu-Delhi